# Chaetoderma pacificum
Chaetoderma pacificum is een schildvoetigensoort uit de familie van de Chaetodermatidae. De wetenschappelijke naam van de soort is voor het eerst geldig gepubliceerd in 1963 door Schwabl.